# The Rogue (film, 1918)
Pour les articles homonymes, voir Rogue.
Pour plus de détails, voir Fiche technique et Distribution.
The Rogue est un film muet américain réalisé par Arvid E. Gillstrom et sorti en 1918.

## Synopsis
Un clochard essaie de se faire servir dans un bar mais cela s'avère compliqué.

## Fiche technique
- Titre : The Rogue
- Réalisation : Arvid E. Gillstrom
- Scénario :
- Photographie :
- Montage :
- Producteur : Louis Burstein
- Société de production : King Bee Studios
- Pays d'origine :  États-Unis
- Langue : intertitres en anglais
- Format : Noir et blanc — 35 mm — 1,33:1 — Son : Muet
- Genre : Comédie
- Durée : 20 minutes
- Dates de sortie :
  -  États-Unis : 15 février 1918

## Distribution
- Billy West : Billy
- Oliver Hardy : le propriétaire du café
- Ethel Marie Burton : la fille
- Leo White : le comte
- Rosemary Theby : la sœur
- Joe Bordeaux
- Bud Ross
- Don Likes